# 太陽の誘惑
『太陽の誘惑』（たいようのゆうわく、韓国語:햇빛 사냥）は、2002年3月25日～5月14日にKBSで放映された韓国のテレビドラマ。全16話。
日本でも大ブームとなった『冬のソナタ』の後番組。

## ストーリー
郊外の豪華リゾートホテルで働くパク・テギョン(ハ・ジウォン)とソン・ヒジュ(キム・ジス)。
テギョンは御曹司イ・スンジュン(チソン)との玉の輿を狙う現代っ子、ヒジュは妹の学費を稼ぐため堅実に働く真面目な女性。
ある日、ふたりはセクハラ上司であるホン支配人(イ・ハヌィ)に復讐を決行。
ホテルを辞め、上司の車も300万ウォンで売り飛ばし、そのお金でソウルへと向かう。
途中で出会った花屋のイ・ムヨン(チェ・チョロ)、カン・イヌク(キム・ギュチョル)に助けられるが、詐欺師のカン・ドンウク(キム・ホジン)に騙され、アパートの契約金を持ち逃げされてしまう。
結局、ふたりはムヨンやドンウク、その兄であるイヌクと同じ長屋に住むことに。
そんな中、イ・スンジュンが忘れていった手帳を渡すことを口実に、彼に近づこうとしたテギョンは手帳を失くしてしまう。
素直に謝るテギョンに、スンジュンは好感を持つ。

## キャスト
- ソン・ヒジュ：キム・ジス
- パク・テギョン：ハ・ジウォン
- イ・スンジュン：チソン
- カン・ドンウク：キム・ホジン
- カン・イヌク：キム・ギュチョル
- イ・ムヨン：チェ・チョロ
- イ・スンヘ：イ・ウンギョン
- イム・ヨンエ：ソン・チェファン
- ジュヨン：ハン・ガイン
- キム・ジュヒョク：チャン・テソン
- イ・スクチャ：キム・ドンジュ
- ムン・ドシク：パク・ソンウン
- シム・ダルグン：チャン・ハンソン

## 主題歌
- Memory - アン・ジョンヒョ